# Готфрид III (герцог Нижней Лотарингии)
Го́тфрид III (Готфрид Горбатый; также известен как Годфруа́ и Жоффруа; фр. Godefroid III le Bossu, нем. Gottfried IV. der Bucklige; ок. 1025/1040 — 27 февраля 1076) — герцог Нижней Лотарингии (Готфрид III) и Сполето (Готфрид II), маркграф Тосканы (Готфрид II), граф Вердена (Готфрид IV) и маркграф Антверпена с 1069 года из рода Вигерихиды.

## Биография

### Ранние годы
Готфрид III был сыном герцога Нижней Лотарингии Готфрида II Бородатого и Доды. В 1065 году отец помолвил сына с Матильдой Тосканской, дочерью Беатрис де Бар, на которой женился сам. Брак был заключён в 1069 году, благодаря ему Готфрид Горбатый должен был получить многочисленные владения в Тоскане.
Однако брачный союз оказался неудачным, единственная дочь умерла вскоре после рождения. В итоге в 1070 году произошел разрыв: Матильда бросила мужа и уехала в Тоскану. Точные причины развода не известны. Готфрид пытался вернуть жену. Пытались помирить супругов и мать Матильды Беатрис, которая управляла Тосканой, и папа римский Григорий VII, пытавшийся перетянуть таким образом Готфрида на свою сторону, но безрезультатно. Дополнительный разлад вносило то, что Готфрид и Матильда поддерживали разные стороны в углубляющемся конфликте императора Генриха IV с понтификом. Матильда была ярой сторонницей папы, Готфрид же поддерживал императора.

### Правление
После смерти отца, герцога Готфрида Бородатого, Готфрид Горбатый унаследовал его обширные владения. Он стал герцогом Нижней Лотарингии и Сполето (как муж Матильды Тосканской), кроме того, в состав его владений входили графство Верден и Антверпенская марка. Тоскана осталась под управлением Беатрисы, вдовы Готфрида Бородатого.
В отличие от отца, Готфрид Горбатый был верным сторонником императора Генриха IV. И в отличие от многих других немецких князей, его верность ни разу не была поколеблена. «Хроника о происхождении герцогов Брабанта» говорит, что он был «слабый телом, но сильный духом». Готфрид был самым влиятельным из советников императора. По мнению историков он был «единственным, пожалуй, человеком, который умел обуздать этот буйный и надменный нрав».
После восстания саксонцев в 1073 году Готфрид участвовал в их усмирении в 1075 году. Также Готфрид поддерживал епископов в их борьбе против светских князей. Так Готфрид поддержал епископа Льежа Теодуэна, который пытался помешать графам Фландрии захватить Эно, однако успехом эта попытка не увенчалась.
В 1075 году Готфрид вместе с епископом Утрехта Вильгельмом боролся против графа Голландии Дирка V, которого они пытались выбить из Западной Фрисландии. Готфрид с армией выступил из Утрехта и достиг Влаардингена, где стал лагерем. Однако ночью, когда Готфрид отлучился из лагеря, на него напал неизвестный и смертельно ранил. Герцога отвезли обратно в Утрехт, где он и умер 26 февраля 1076 года.
Убийцу так и не нашли. Хронист Ламберт Герсфельдский прямо обвинял в убийстве графа Фландрии Роберта I Фризского. Историки высказывали предположения, что к убийству могли быть причастны граф Голландии Дирк V, граф Эно Бодуэн II и даже жена, Матильда Тосканская.
Наследников Готфрид не оставил. Верден получила Матильда Тосканская (позже император конфисковал эти владения), а Антверпенскую марку император передал Готфриду Бульонскому, племяннику Готфрида Горбатого. Титул герцога Нижней Лотарингии Генрих IV пожаловал своему малолетнему сыну Конраду, назначив при нём вице-герцогом графа Намюра Альберта III, однако в 1087 году титул был передан Готфриду Бульонскому.
Готфрид Горбатый фактически был последним герцогом Нижней Лотарингии, обладавшим реальной властью. Титул герцога сохранился ещё в течение века, однако постепенно он стал пустым названием. А Нижняя Лотарингия окончательно оказалась раздроблена на различные феодальные владения.

### Брак и дети
Жена: с 1069 года — Матильда (1046 — 24 июля 1115), маркграфиня Тосканы, дочь маркграфа Тосканы Бонифация III и Беатрис де Бар. Дети:
- Беатрис (1070/1071 — до 29 августа 1071)